# 王敏昌
王敏昌（1938年—2012年）是出生於台灣鳳山（今高雄市鳳山區）的美籍科學家。

## 生平
王敏昌博士（Dr. Ming C. Wang）1961年畢業於台灣大學農化系。1963年考進加拿大亞伯特大學（University of Alberta）攻讀，獲得生物化學博士學位，專攻抗癌藥物。1975年，他應邀到位於紐約的「羅斯威爾派克癌症實驗室」（Roswell Park Cancer Institute）專攻前列腺癌的診斷和抗癌葯物的研發。1984年研發出男子前列腺癌的檢測方式PSA（Prostate Specific Antigen），後來申請到專利。PSA是至今被全球普遍使用的前列腺癌早期檢驗方式。
王敏昌博士於2012年8月4日因患膽管癌在加州家中病逝，享年73歲。旅美台灣人各界社團領袖等二百餘人組成治喪委員會，於2012年8月12日舉行隆重追悼會。
男子前列腺癌的早期檢測方式PSA，經過很多研發階段。王敏昌博士的研究，被視為突破性進展。2005年德國醫學家Axel Semjonow 在《歐洲病理觀察》（EOR）發表論文指出，王敏昌博士的研究，是PSA的「革命性突破」，獲得專利，並應用到臨床醫學，進入診所
。2007年德國醫學家Gabriela De Angelis等五名學者發表的研判PSA歷史的論文中，指出「王的團隊」在研發PSA中的重要作用。
王敏昌博士的遺孀Beatrice Wang居住在北加州，其兩名子女（兒子王而正博士、女兒王而廷）分別居紐約與加州。

## 評價
王敏昌治喪委員會主任委員、前台灣總統府資政彭明敏在唁文中說：「王敏昌先生研發PSA乃醫學史上劃時代的重大里程碑。他為敬虔的基督教徒，謙虛而不炫耀，其名聲或不如運動和藝能明星之膾炙人口，然過去、現在及未來，其研發的受惠者無數，為全球人類造福無窮，如此功績和典範，將永銘於史。」

很多媒體報導了王敏昌博士的紀念追思活動，包括台灣《自由時報》、美國《世界日報》、加州《美洲台灣日報》、《太平洋時報》、《台灣e新聞》及《台灣海外網》等。

## 外部連結
- 王敏昌追思禮拜 親友不捨  世界日報，August 13, 2012
- 前列腺癌診斷之父 王敏昌在美病逝 （页面存档备份，存于） 自由時報，2013年8月12日
- 各界隆重悼念王敏昌博士  美洲台灣日報， 2012年8月13日
- 王敏昌博士追思會備極哀榮 太平洋時報， 2012年8月16日
- 王敏昌給妻子遺言：生生世世緣 天國再相見 （页面存档备份，存于）  太平洋時報，2012年5月31日
- 王敏昌遺作：北一女人 （页面存档备份，存于）  北一女同學會紀念專刊， 2000年12月
- 葉秀卿：憶先夫王敏昌博士 （页面存档备份，存于）
- 王敏昌博士週年追思會盛況空前 台灣e新聞，2013年7月21日
- 王敏昌紀念專輯 （页面存档备份，存于） 台灣海外網